# Chomino
Chomino (1945-46 Ganice) – wieś w Polsce położona w województwie zachodniopomorskim, w powiecie kamieńskim, w gminie Świerzno.
Przez Chomino przepływa rzeka Wołcza. We wsi znajduje się kościół zbudowany na początku XXI wieku przez osadzonych z zakładu karnego w Buniewicach.  W 2021 roku otrzymał patronat bł. ks. Stefana Wyszyńskiego.

## Historia
W roku 1910 w gminie wiejskiej Kummin odnotowano 129 mieszkańców, w posiadłościach ziemskich Kummin A, B i C było 79 mieszkańców, a w posiadłości Kummin D 56 mieszkańców. Później posiadłości ziemskie zostały włączone do gminy wiejskiej.
Przed rokiem 1945 Kummin stanowił gminę wiejską w powiecie Cammin in Pommern w pruskiej prowincji Pomorze. Oprócz Kumminu, do gminy wiejskiej należało także miejsce zamieszkania Neuhöfe. W roku 1925 gmina liczyła 339 mieszkańców w 65 gospodarstwach domowych, w roku 1933 - 304 mieszkańców, a w roku 1939 - 312 mieszkańców.
W latach 1945–54 siedziba gminy Chomino. W latach 1954–1972 wieś należała i była siedzibą władz gromady Chomino. W latach 1975–1998 miejscowość administracyjnie należała do województwa szczecińskiego.